# Arena Motorsport
Arena Motorsport, ou Arena International est une écurie de sport automobile britannique fondée en 1999 par Mike Earle.

## Historique
En 2007, après avoir manquer la première manche qui a lieu à Monza, l'écurie Arena se rend à Silverstone où elle engage une Zytek dans la catégorie LMP1, pour pilotes Max Chilton et son frère Tom,. La même année, un accident survenu lors des essais préliminaires, l’empêche e participer aux 24 Heures du Mans,.
En novembre 2012, l'écurie prépare puis dévoile une édition limitée de la Ford Focus, la Ford Focus WTCC Limited Edition.
Fin 2013, l'écurie arrête ses activités en sport automobile.

## Résultats

### Résultats en endurance
| Année | Catégorie | Voiture   | Pilotes                                  | Victoires | Poles | Meilleurs tours | Points | Classement |
| ----- | --------- | --------- | ---------------------------------------- | --------- | ----- | --------------- | ------ | ---------- |
| 2007  | LMP1      | Zytek 07S | Tom Chilton Max Chilton Hayanari Shimoda | 0         |       |                 | 8      | 8e         |

| Année | Catégorie | N° | Pneus | Voitures | Pilotes                              | Tours | Pos. | Class Pos. |
| ----- | --------- | -- | ----- | -------- | ------------------------------------ | ----- | ---- | ---------- |
| 2003  | LMP900    | 52 | M     | Audi R8  | Frank Biela Perry McCarthy Mika Salo | 28    | 46e  | 15e        |

| Année | Catégorie | N° | Pneus | Voiture | Pilotes                             | Pos. | Class Pos. |
| ----- | --------- | -- | ----- | ------- | ----------------------------------- | ---- | ---------- |
| 2003  | LMP900    | 9  | M     | Audi R8 | Mika Salo Jonny Kane Perry McCarthy | 6e   | 4e         |

| Année | Catégorie | Voiture | Pilotes                    | Victoires | Poles | Meilleurs tours | Points | Classement |
| ----- | --------- | ------- | -------------------------- | --------- | ----- | --------------- | ------ | ---------- |
| 2001  | LMP900    | Audi R8 | Stefan Johansson Guy Smith | 1         | 2     | 2               | 115    | Champion   |

### Résultats en monoplace
| Année | Voiture            | Pilote      | Victoires | Poles | Meilleurs tours | Points | Classement |
| ----- | ------------------ | ----------- | --------- | ----- | --------------- | ------ | ---------- |
| 2007  | Dallara-Mecachrome | Max Chilton | 0         | 0     | 0               | 0      | NC         |

| Year    | Car        | Victoires | Courses | Poles | Meilleurs tours | Points | Classement |
| ------- | ---------- | --------- | ------- | ----- | --------------- | ------ | ---------- |
| 2006–07 | Lola-Zytek | 0         | 22      | 0     | 0               | 13     | 16e        |
| 2006–07 | Lola-Zytek | 0         | 22      | 0     | 0               | 0      | 24e        |
| 2007–08 | Lola-Zytek | 2         | 20      | 1     | 0               | 61     | 10e        |